# Final (filme)
Final é um filme de ficção científica de 2001, dirigido por Campbell Scott e estrelado por Hope Davis, Denis Leary e J. C. MacKenzie.

## Sinopse
Bill acorda repentinamente de um estado de coma em um hospital psiquiátrico, e a passa a sofrer com alucinações que irrompem de sua mente a todo instante. Ele pensa estar prestes a ser executado por uma sociedade futurística que o trouxe de um passado muito distante. Entretanto, sob os cuidados de Ann, sua psiquiatra, ele começa a se lembrar dos traumas da vida antes do coma, incluindo a morte do seu pai, o fim do noivado, e um acidente de carro. Ele começa a se recuperar por um lado, mas as alucinações não param de perseguí-lo. 

## Elenco
- Denis Leary	 .... 	Bill
- Hope Davis	.... 	Ann
- J.C. MacKenzie	.... 	Todd
- Jim Gaffigan	.... 	Dayton
- Marin Hinkle	 .... 	Sherry
- Bruce McIntosh	 .... 	Edward
- Stephen Dunn	.... 	Larry